# يوسوكي أبه
يوسوكي أبه (باليابانية: 阿部 陽輔) (24 مايو 1990 في أساهيكاوا في اليابان – )؛ هو لاعب كرة قدم سابق كان يلعب كحارس مرمى.

## وصلات خارجية
- يوسوكي أبه على موقع قاعدة بيانات كرة القدم.إي يو (الإنجليزية)
- يوسوكي أبه على موقع Soccerway.com (الإنجليزية)
- يوسوكي أبه على موقع عالم كرة القدم.نت (الإنجليزية)